# ريندر مان
ريندر مان (بالإنجليزية: RenderMan)‏ هو برنامج ومحرك رسم وتصيير ثلاثي الأبعاد ابتدعته شركة بيكسار للرسوم المتحركة، وهي تستخدمه في إنتاج أفلامها السينمائية ثلاثية الأبعاد والتي تحاكي الواقع بشدة من ناحية القوانين الفيزيائية والحركية بسبب هذا البرنامج.
جدير بالذكر بأن 47 من آخر 50 فيلما رشحت لجائزة اوسكار أفضل فيلم رسوم متحركة، كان قد تم إنتاجها بواسطة هذا البرنامج .